# Benjamin McKenzie
Benjamin McKenzie Schenkkan (12 de setembre del 1978) és un actor estatunidenc. És el protagonista de la sèrie de televisió, The OC, interpretant a Ryan Atwood, un jove amb problemes familiars i que se'n va a viure a Newport Beach.

## Biografia
Benjamin McKenzie va créixer a Austin, Texas, i va anar a la Universitat de Virginia, on es va matricular en Econòmiques i Relacions Internacionals. El seu oncle és el dramaturg premiat amb el Pulitzer Robert Schenkkan, el seu pare Pete Schenkkan i la seva mare, Frances Schenkkan, és una poetessa d'èxit. Té 2 germans, el del mig té 22 anys i es diu Nate, el petit té 19 i es diu Zack.
A l'acabar la carrera (és llicenciat en Assumptes exteriors i Economia) es va traslladar a Nova York per exercir la seva veritable vocació, la d'actor. Va aparèixer en La vida és un somni fent el paper de Soho. A més, va actuar en nombroses produccions en el Festival de Teatre Williamstown, incloent-hi "Street Scene" (l'Escena del Carrer) i "The Blue Bird" (L'Au Blava). I a la Universitat de Virginia, va actuar en "Measure for Measure" (la mesura per a la mesura) i "Zoo Story" (Història del Zoo).
La seva vida canvia el 2003 quan és fitxat per a protagonitzar "The OC" i es converteix, en unes setmanes, en l'actor revelació dels Estats Units.

## Filmografia
- "The OC" (2003 - 2006) Serie de tv .... Ryan Atwood
- The Teen Choice Awards 2004 (2004) (TV) .... Ell mateix
- Junebug (2005) .... Johnny
- 88 minuts: (2007) ... Mike Stemp

## Aparicions televisives
1. "Total Request Live" playing "Himself" 23 Maig 2005
2. "The Ellen DeGeneres Show" playing "Himself" 23 Febrer 2005
3. "Live with Regis and Kathie Lee" playing "Himself" 8 Febrer 2005
4. "The Tonight Show with Jay Leno" playing "Himself" (as Ben McKenzie) 18 Novembre 2004
5. "Mad TV" playing "Ryan" (episodi # 9.22) 1 Maig 2004
6. "Punk'd" playing "Himself" (episodi # 3.1) 25 Abril 2004
7. "Last Call with Carson Daly" playing "Himself" 3 Març 2004
8. "Late Show with David Letterman" playing "Himself" 25 Febrer 2004
9. "The Ellen DeGeneres Show" playing "Himself" 11 Novembre 2003
10. "Live with Regis and Kathie Lee" playing "Himself" 29 Octobre 2003
11. "Total Request Live" playing "Himself" 29 Octobre 2003
12. "JAG" playing "Petty Officer Spencer" in episodi: "Empty Quiver" (episode # 8.17) 25 Febrer 2003
13. "The District" playing "Tim Ruskin" in episodi: "Faith" (episode # 3.5) 26 Octobre 2002